# Михалово (Смоленская область)
Михалово — деревня в Велижском районе Смоленской области России. Входит в состав Ситьковского сельского поселения. По состоянию на 2007 год постоянного населения не имеет.
Расположена в северо-западной части области в 6 км к северо-востоку от Велижа, в 8 км севернее автодороги Р133 Смоленск — Невель, на берегу реки Стодольская. В 82 км южнее деревни расположена железнодорожная станция Рудня на линии Смоленск — Витебск.

## История
В годы Великой Отечественной войны деревня была оккупирована гитлеровскими войсками в июле 1941 года, освобождена в сентябре 1943 года.

## Известные уроженцы
- Христофор Евгеньевич Даркевич[бел.] (1900—1937) — белорусский художник.
- Петр Евгеньевич Даркевич[бел.] (1898—1937) — белорусский искусствовед.